# Telestih
Telestihul este o  poezie înrudită cu acrostihul, și mezostihul în care ultimele litere ale unor versuri sau cuvinte dau naștere unui alt cuvânt.

## Etimologie
Cuvântul se compune din   tele  care provine din telos și în limba greacă înseamnă  "departe"  și  "stih", ce provine din stihos,"stih", „vers“.

## Exemple
Poezia Nepotrivire, de Octavian Goga
<poem>Iar când am prins-o de mijloc
Și-am sărutat-o lung pe gură,
Mi s-a ascuns la piept și-a plâns:
"De ce te-ai dus la-nvățătură?"...</poem>